# Бріт Марлінг
Бріт Хе́йворс Ма́рлінґ (англ. Brit Heyworth Marling; нар. 7 серпня 1982) — американська акторка, сценарист та кінопродюсер. Після вивчення економіки в Джорджтаунському університеті, Марлінґ з друзями Майком Кегіллом та Залом Батманґлі переїхала в Лос-Анджелес щоб займатися сценаристською та акторською творчістю. Вперше визнання прийшло до неї в 2004 році за документальний фільм «Боксери та балерини», згодом співпрацюючи з Searchlight у фільмах Звук мого голосу (2011), Інша Земля (2011), Схід (2013), в яких вона грала головні ролі та до яких в співавторстві написала сценарії, стала зіркою Санденсу.

## Раннє життя
Марлінґ народилася в Чикаго, Іллінойс, в сім'ї Джона та Хейді Марлінґів, девелоперів нерухомості. Її назвали Бріт на честь її норвезької прабабусі по материній лінії. Бріт зростала у Віннетці, Іллінойс та в Орландо, де займалася мистецтвом у школі доктора Філіпса. Бріт цікавилася акторською грою, але її батьки наполягали на вивченні академічних дисциплін. Вона закінчила Джорджтаунський університет із ступенем в економіці та художніх мистецтвах, була найкращою студенткою у групі.

## Кар'єра

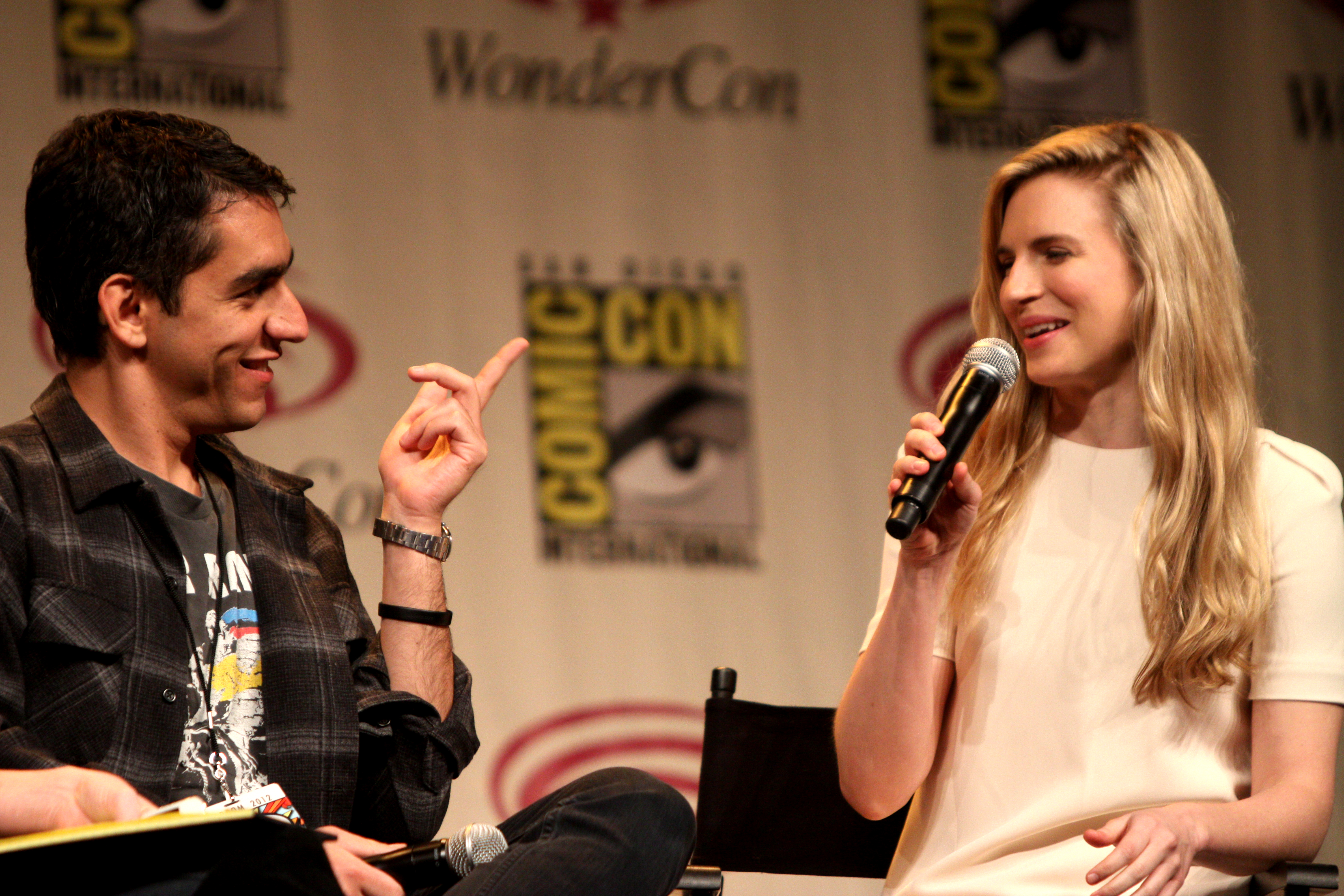
Марлінг зі своїм колегою Залом Батмангліджем виступає на WonderCon в Анагаймі, Каліфорнія. 2012 рік.

Після закінчення університету, де вона зустріла своїх друзів, майбутніх режисерів, Майка Кегілла та Зала Батманґлі, Марлінґ провела своє перше літо, стажуючись у фірмі з інвестиційного банкінгу Ґолдман Сакс як інвестиційний аналітик. Вона відчувала незадоволеність життям, виконуючи таку роботу, тому відхилила пропозицію залишитися на посаді, а, натомість, з Майком Кегіллом поїхала до Куби, де той знімав документальний фільм «Боксери та балерини». У 2004 фільм Кегілла отримав схвалення самої Бріт, яка була співсценаристом разом і з Ніколасом Шумакером, та співрежисером разом з самим Кегіллом.
Бріт пройшла прослуховування та отримала пропозиції знятися в кількох фільмах жахів, але відхилила їх. В інтерв'ю «The Daily Beast» вона сказала: «Я хотіла грати у фільмах, де б мені не пропонували типові ролі, які пропонують молодим акторкам — поверхневих дівчаток чи жертв вбивств». Її помітила агентка з пошуку талантів Хільда Квеаллі.
Бріт виступила співсценаристом, співпродюсером, та зіграла у фільмах 2011 року «Звук мого голосу» та «Інша Земля», які знімали Батманґлі та Кегілл відповідно. Обидва фільми були показані на кінофестивалі Санденс 2011, а фільм «Інша Земля» отримав нагороду Альфреда П. Слоуна як найкращий фільм на тему науки, технології чи математики. В 2012 році вона зіграла дочку Річарда Ґіра у фільмі «Порочна пристрасть».
В 2013 році вона знову співпрацює з Searchlight — грає головну роль у фільмі «Схід», разом з Еллен Пейдж та Александром Скаршґордом. Режисером фільму був Батманґлі, а співсценаристами Марлінґ та Батманґлі. Сюжет побудований на їх власному досвіді як фріганів та переживаннями щодо побічних дій дії наркотиків.
Хоча Бріт зіграла в багатьох фільмах, в яких виступила і як співсценаристка, але за її власними словами вона «отримує набагато більше задоволення граючи у чиїхось історіях», бо «одна з найкращих речей в акторстві — це піддатися чиємусь погляду на світ».

## Особисте життя
Раніше Бріт була у стосунках з Майком Кегіллом.
Влітку 2009 року вона з другом Залом Батманґлієм приєдналися до групи фріганів, живучи у наметах та харчуючись їжею, яку вони знаходили на звалищах. Таким способом вони спостерігали як інші молоді люди будують повноцінне життя.

## Фільмографія

### Фільм
| Рік  | Назва                | Роль                 | Замітка |
| ---- | -------------------- | -------------------- | --- |
| 2007 | The Recordist        | Чарлі Холл           | Зал Батманглідж AFI короткометражка |
| 2009 | Political Disasters  | Бріт                 | [ 23 ] |
| 2011 | Звук мого голосу     | Меггі                | Також співавтор/продюсер Номінована—Georgia Film Critics Association Award for Best Original Screenplay Номінована—Independent Spirit Award for Best First Feature Номінована—Independent Spirit Award for Best Supporting Female |
| 2011 | Інша Земля           | Рода Вільямс         | Також співавтор/продюсер San Diego Film Critics Society Award for Best Actress Sitges Film Festival Award for Best Actress Номінована—Chicago Film Critics Association Award for Most Promising Performer Номінована—Independent Spirit Award for Best First Feature Номінована—Independent Spirit Award for Best First Screenplay Номінована—Saturn Award for Best Actress Номінована—Saturn Award for Best Writing |
| 2012 | Порочна пристрасть   | Брук Міллер          | |
| 2012 | The Company You Keep | Ребекка Осборн       | |
| 2013 | Схід                 | Сара Мосс/Джейн Овен | Також співавтор/продюсер |
| 2014 | The Better Angels    | Ненсі Лінкольн       | [ 24 ] |
| 2014 | Я — початок          | Карен                | |
| 2014 | The Keeping Room     | Августа              | |
| 2014 | Posthumous           | Маккензі Грейн       | |

### Серіали
| Рік       | Назва     | Роль                                   | Замітка                                  |
| --------- | --------- | -------------------------------------- | ---------------------------------------- |
| 2011      | Спільнота | Пейдж                                  | Епізод: «Early 21st Century Romanticism» |
| 2014      | Babylon   | Ліз Гарві                              | 7 епізод                                 |
| 2016–2019 | OA        | Ніна Азарова/Прері Джонсон/The OA/Бріт | Також співавтор/продюсер, 16 епізод      |